# Familjen Wayans
Familjen Wayans är en familj som består av många regissörer, manusförfattare, komiker och skådespelare. Deras föräldrar är Howell and Elvira Wayans. De är tio syskon i första generationen,som i sin tur har många barn.
- Dwayne Kim Wayans (född 1956), amerikansk författare och kompositör
- Keenen Ivory Wayans (född 1958), amerikansk skådespelare, komiker, regissör och författare. Han har fem barn.
  - Nala Wayans (född 1996)
  - Keenen Ivory Wayans, Jr. (född 1998)
  - Jolie Ivory Imani Wayans (född 1999)
  - Bella Wayans (född 2001)
  - Daphne Ivory Wayans (född 2003)
- Damon Wayans (född 1960), amerikansk skådespelare, komiker och producent. Far till två söner och två döttrar.
  - Damon Wayans Jr. (född 1982), amerikansk skådespelare, kompositör och manusförfattare
  - Michael Wayans (född 1985), amerikansk skådespelare
  - Cara Mia Wayans (född 1987), amerikansk skådespelerska
  - Kyla Wayans (född 1991), amerikansk skådespelerska
- Kim Wayans (född 1961), amerikansk skådespelerska
  - inga barn
- Shawn Wayans (född 1971), amerikansk skådespelare och författare har två barn
  - Laila Wayans (född 1999)
  - Illia Wayans (född 2003)
- Marlon Wayans (född 1972), amerikansk skådespelare och författare har två barn
  - Shawn Howell Wayans (född 2001)
  - Arnai Zackary Wayans
- Nadia Wayans, amerikansk skådespelare
- Elvira Wayans, amerikansk manusförfattare
  - Damien Wayans (född 1980), amerikansk skådespelare, manusförfattare, TV producent, och regissör
  - Chaunté Wayans (född 1982), amerikansk skådespelerska, komiker och redaktör
- Diedre Wayans, amerikansk manusförfattare och producent
  - Craig Wayans, amerikansk manusförfattare, TV producent, regissör, och skådespelare
- Vonnie Wayans

## Arbete
- Hollywood Shuffle, en film skriven av Keenen, där han även medverkar tillsammans med Damon och Kim
- I'm Gonna Git You Sucka, en film med Keenen,  Damon, Kim, Shawn och Marlon
- In Living Color, en episodkomedi i form av sketcher skapad av Keenen och Damon
- Mo Money
- The Wayans Bros. en situationskomedi med bröderna Shawn Wayans och Marlon
- My Wife and Kids med Damon Wayans
- Waynehead är en tecknad serie, skapad av Damon tillsammans med Shawn Wayans, Marlon Wayans och Kim Wayans
- Dance Flick
- White Chicks en komedi av Keenen, Shawn och Marlon Wayans.